# Base aérea de Tindal

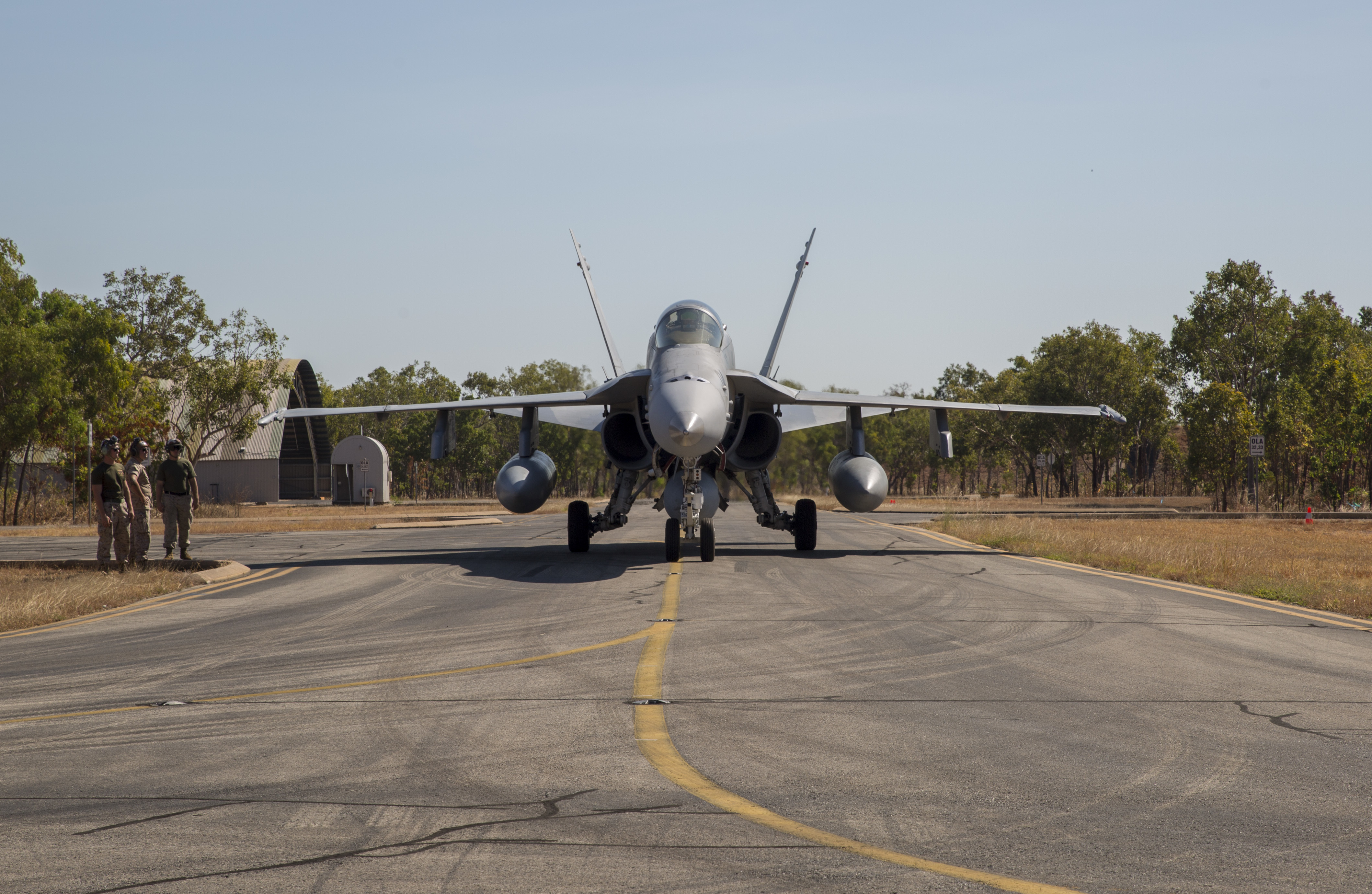
Um F/A-18 Hornet canadense na Base de Tindal.

A Base aérea de Tindal (IATA: KTR, ICAO: YPTN) é uma base da Real Força Aérea Australiana (RAAF) localizada 15km a sudeste da cidade de Katherine, no Território do Norte. Actualmente é a casa do Esquadrão N.º 75, e também é o local do aeroporto civil de Tindal. Construída em 1942, sofreu obras de modernização durante os anos 60, mas só começou a ser permanentemente usada pela RAAF em 1989.